# سابين فيشر
سابين فيشر هي منافسة ألعاب القوى سويسرية، ولدت في 29 يونيو 1973 في Menznau ‏ في سويسرا.

## وصلات خارجية
- سابين فيشر على موقع الاتحاد الدولي لألعاب القوى (الإنجليزية)
- سابين فيشر على موقع أوليمبيديا (الإنجليزية)